# Jos van Aert
Jos van Aert (Rijsbergen, 26 agosto 1962) è un ex ciclista su strada olandese.
Professionista dal 1988 al 1994, partecipò a quattro edizioni del Tour de France e due del Giro d'Italia.

## Carriera
Nella categoria dilettanti vinse, nel 1987, il Triptyque Ardennais. Da professionista ottenne una sola vittoria, nel criterium di Bavel nel 1990. Fu secondo al Grand Prix Deutsche Weinstrasse, in una tappa della Vuelta a Murcia e in una tappa alla Volta a Catalunya nel 1990 e nella Continentale Classic nel 1994. Partecipò a quattro edizioni del Tour de France, due del Giro d'Italia e a tre campionati del mondo.

## Palmarès
- 1987 (Dilettanti)

Classifica generale Triptyque Ardennais
- 1988 (Dilettanti)

2ª tappa Triptyque Ardennais (Spa > Polleur)

### Altri successi
- 1990

Criterium di Bavel

## Piazzamenti

### Grandi Giri
- Giro d'Italia

1989: 30º
1993: 58º
- Tour de France

1989: ritirato (12ª tappa)
1990: 125º
1991: ritirato (non partito 11ª tappa)
1992: 87º

### Classiche monumento
- Milano-Sanremo

1990: 59º
1992: 156º
- Liegi-Bastogne-Liegi

1989: 112º
1990: 73º
1992: 55º
- Giro di Lombardia

1988: 29º
1991: 62º

### Competizioni mondiali
- Campionato del mondo su strada

Chambéry 1989 - In linea: ritirato
Utsunomiya 1990 - In linea: ritirato
Benidorm 1992 - In linea: ritirato